# Maredudd ab Owain ap Hywel
Maredudd ab Owain (overleden 999) was koning van Deheubarth (Zuidwest-Wales) en enige tijd ook van Gwynedd (Noord-Wales).
Maredudd trad op de voorgrond na de dood van zijn broer Einion ab Owain in 984. Onduidelijk is of hij toen al koning was, of dat dit pas na de dood van hun vader Owain ap Hywel Dda in 988 gebeurde.
In 986 trok Maredudd op tegen koning Cadwallon ab Ieuaf van Gwynedd. Cadwallon werd gedood, en Maredudd nam het koningschap. Het volgende jaar landde Godfrey Haraldsson op Anglesey, verjoeg Maredudd uit Gwynedd en plunderde het land. Godfrey trok verder zuidwaarts en plunderde ook Deheubarth, waarna Maredudd hem in 989 schatting betaalde om gevangenen vrij te kopen.
In 992 sloeg Maredudd een invasie af van zijn neef Edwin ab Einion, die geholpen werd vanuit Engeland, en ondernam hij een actie in Morgannwg. In 993 grepen de zonen van Meurig ab Idwal (Idwal ap Meurig en zijn broers) de macht in Gwynedd, en in 994 versloegen zij Maredudd, die zijn aanspraken op Noord-Wales daarom moest opgeven.
Over de laatste jaren van Maredudds leven is weinig bekend. Hij overleed in 999. Zijn enige zoon Cadwallon was toen al overleden. Cynan ap Hywel volgde hem op als koning van Gwynedd, in Deheubarth is de opvolging onduidelijk. Via zijn dochter Angharad ferch Maredudd was hij voorouder van diverse belangrijke latere Welshe vorsten.